# معركة مايبو
معركة مايبو (بالإسبانية: Batalla de Maipú)‏ هي معركة عسكرية شهيرة في تاريخ تشيلي، وقد وقعت المعركة بتاريخ 5 أبريل 1818م، وذلك بين جيش التحرير التشيلي وبين القوات الملكية الإسبانية ، وقد انتصر جيش التحرير في أجزاء كبيرة من العاصمة التشيلية سنتياغو.

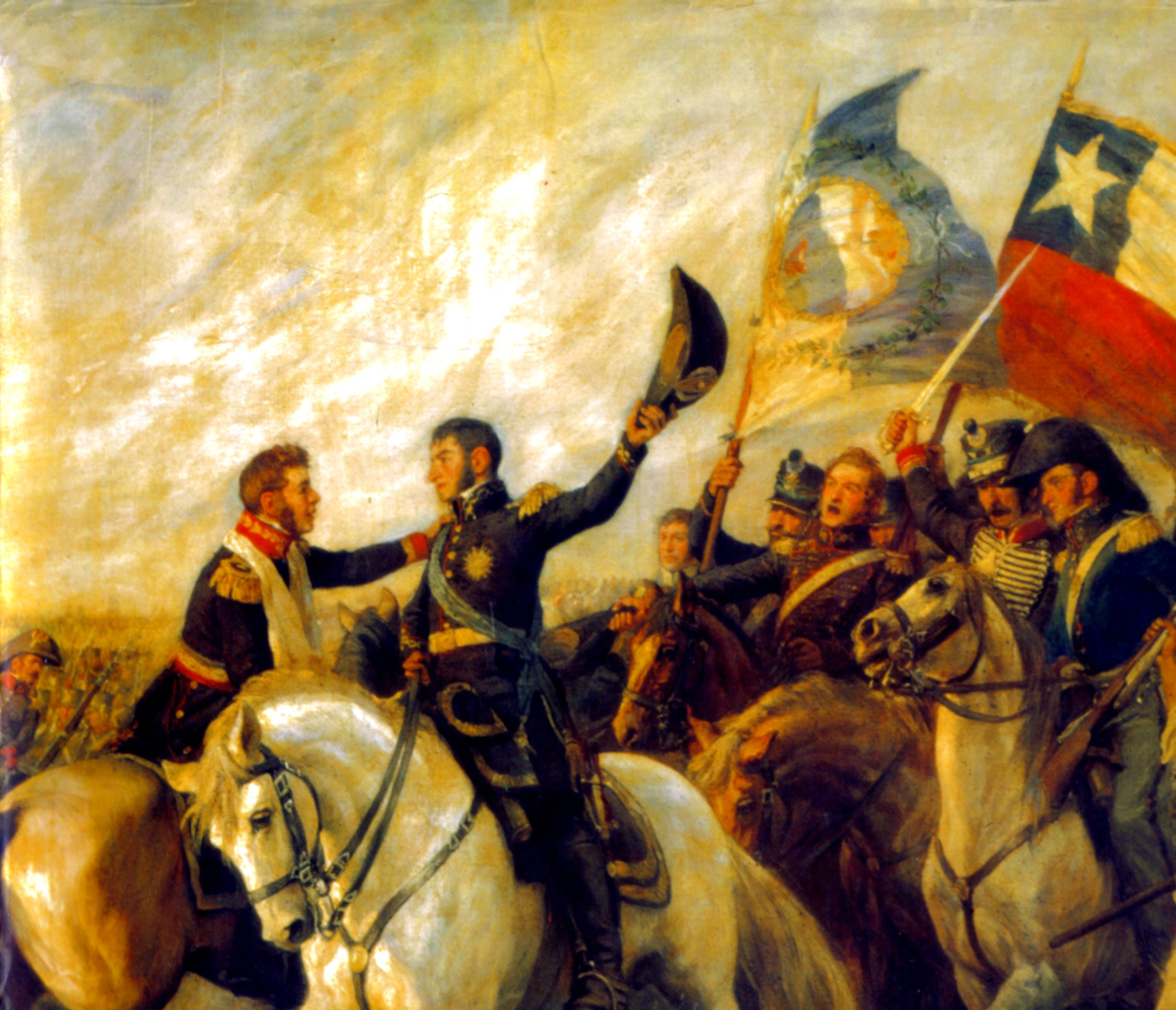
عناق مايبو بواسطة بيدرو سوبركاسو.

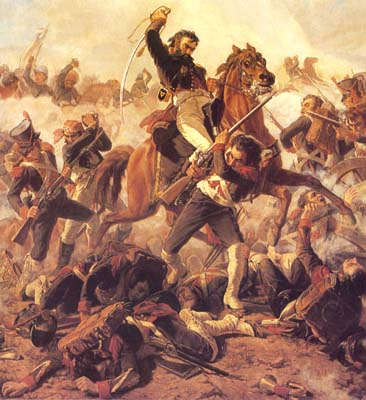
العقيد سانتياغو بوراس خلال المعركة.

## وصلة خارجية
- Maipú a su servicio journal